# Megophrys medogensis
Megophrys medogensis е вид жаба от семейство Megophryidae.

## Разпространение
Видът е разпространен в Китай.